# Championnat d'Asie et d'Océanie féminin de volley-ball 1989
Navigation
Shanghai 1987 Bangkok 1991
Le 5e Championnat d'Asie et d'Océanie féminin de volley-ball a lieu du 30 septembre au 8 octobre 1989 à Hong Kong.

## Équipes participantes
| - Australie - Chine - Corée du Nord - Corée du Sud - Japon | - Hong Kong - Indonésie - Macao - Taipei chinois - Thaïlande |

## Classement final
| Place              | Équipe        |
| ------------------ | ------------- |
| Médaille d'or      | Chine         |
| Médaille d'argent  | Corée du Sud  |
| Médaille de bronze | Japon         |
| 4                  | Taïwan        |
| 5                  | Corée du Nord |
| 6                  | Thaïlande     |
| 7                  | Australie     |
| 8                  | Hong Kong     |
| 9                  | Indonésie     |
| 10                 | Macao         |